# Péricles Pereira
Péricles Santos Pereira (Praia, 10 de abril de 1993), conhecido como Pecks é um futebolista cabo-verdiano, que joga no  clube português Valadares Gaia Futebol Clube como defensor central.

## Carreira
Ele representou o elenco da Seleção Cabo-Verdiana de Futebol no Campeonato Africano das Nações de 2013.

## Ligaçőes externas
- Pecks na Fora de Jogo
- Pecks na Soccerway